# Gans (merseburgisches Adelsgeschlecht)

Stammwappen der Familie von Gans

Die von Gans waren ein ritterliches Uradelsgeschlecht im Stift Merseburg und in der Herrschaft Querfurt. 

## Geschichte
Erstmals wurde die Familie 1269 mit Heinemann und Heidenreich Gans in Halle erwähnt. Als Vasallen der Edlen Herren von Querfurt hatten sie einen Edelhof (Gänsehof), als Burgmannengut zu Querfurt inne. 1354 ist Fritze dictus Gans cives nostri in einer Merseburger Urkunde. Wiprecht Gans († 1361) war Querfurter Hauptmann und Rat. Sein Epitaph, in der Pfarrkirche St. Lamperti zu Querfurt, ist verschollen. Fredericus Gans, noster notarius war 1391 Querfurter Notar. 1505 war Friedrich (Fritz) Gans zu Querfurt gesessen, Amtmann über die Stiftsgüter zu Nieder- und Oberschmon, Grockstedt, Liederstedt und Spielberg. Die Familie ist Ende des 16. Jh. erloschen. 

## Wappen
Das Wappen zeigt Kopf und Hals einer Gans. Auf dem Helm das Motiv. Ein abweichendes Wappen, das unter den Trümmern des Gänsehofes in Querfurt gefunden wurde, zeigt drei Gänse im Schild und eine Gans auf dem Helm. Es befand sich auch auf einem Epitaph in Schmon aus dem Jahre 1664. Wappenverwandt mit den märkischen Gans zu Putlitz, den von Geusau und den von Dieskau. Nicht verwandt mit den Thüringer Gans von Tennstedt und Gans von Weberstedt (Wappen: ein Steinbock).